# Гапонов, Сергей Викторович
Серге́й Ви́кторович Гапо́нов (5 марта 1937, Горький — 9 октября 2024, Нижний Новгород) — российский учёный-физик. С 1993 года по 2009 год — директор Института физики микроструктур Российской академии наук (ИФМ РАН). С 1994 года — член-корреспондент РАН, с 2008 года — академик РАН. В 1991 году был награждён Государственной премией СССР.
Автор более 200 научных публикаций, их средняя цитируемость — 8,7, индекс Хирша — 15 (данные РИНЦ на 2024 год).

## Биография
Сергей Викторович Гапонов родился 5 марта 1937 года в Горьком, в семье учёных-радиофизиков Виктора Ивановича Гапонова и Марии Тихоновны Греховой. Физикой заинтересовался ещё во время обучения в средней школе. В 1965 году окончил Горьковский политехнический институт имени А. А. Жданова.
Брат академика РАН Андрея Викторовича Гапонова-Грехова.
В 1964—1978 годах работал в Горьковском институте «Салют» (в должностях техника, инженера, старшего инженера, ведущего конструктора начальника сектора, начальника лаборатории), а в 1978—1992 годах — в Институте прикладной физики РАН (где был заведующим отделом твердотельной технологии и полупроводниковых приборов, заведующим отделением физики твёрдого тела, заместителем директора института). С 1989 года по совместительству являлся заведующим кафедрой электроники Нижегородского университета имени Н. И. Лобачевского. После создания в соответствии с Постановлением Президиума РАН № 173 от 28 сентября 1993 года Института физики микроструктур РАН был назначен директором этого института и занимал данную должность до 2009 года.
В 1993 году С. В. Гапонову было присвоено учёное звание профессора. 31 марта 1994 года был избран членом-корреспондентом РАН по Отделению общей физики и астрономии (специальность — физика). 25 мая 2008 года его избрали действительным членом РАН по Отделению физических наук (физика наноструктур). С 2009 года — советник РАН.
Был членом научных советов по проблеме «Физика полупроводников» и по проблеме «Актуальные направления в физике конденсированного состояния», Президиума Объединённого научного совета по спектроскопии РАН, членом редакционного совета журнала «Нано- и микросистемная техника».
Скончался в Нижнем Новгороде 9 октября 2024 года на 88-м году жизни.

## Научная деятельность
К числу основных областей исследовательской деятельности С. В. Гапонова относятся лазерная физика, рентгеновская оптика, вопросы взаимодействия электромагнитного излучения с веществом, физика твердотельных наноструктур, высокотемпературная сверхпроводимость. Являлся основателем и лидером научной школы «Металлические сверхрешётки и нанокластерные структуры. Физика и технология многослойных и нанокластерных структур на основе металлов и сверхпроводников».
С. В. Гапоновым опубликовано свыше 200 научных печатных работ, получено 7 авторских свидетельств.

## Транзистор КТ315
Сергей Викторович Гапонов является основным создателем легендарного советского транзистора КТ315. При разработке основных технических характеристик транзистора, именно он предложил увеличить граничную частоту транзистора с проектируемых 50 мегагерц до 100 мегагерц, чтобы изделие можно было использовать в приемниках и передатчиках УКВ и FM диапазонов. Также Гапонов предложил выбрать оранжевый цвет корпуса (в отличие от чёрного в аналогах американского производства), чтобы дорогостоящий на тот момент транзистор легче было найти при потере, а сам пластик корпуса изготавливать прозрачным для ИК излучения для использования транзистора в качестве фотоэлемента при нехватке на складах специально предназначенных для этого радиодеталей.

## Награды и премии
- Орден Дружбы (1999) — за большой вклад в развитие отечественной науки, подготовку высококвалифицированных кадров и в связи с 275-летием Российской академии наук[11]
- Государственная премия СССР (1991) — за работы в области многослойной рентгеновской оптики[5][6]
- Почётная грамота Президента Российской Федерации (2024) — за заслуги в развитии отечественной науки, многолетнюю плодотворную деятельность и в связи с 300-летием со дня основания Российской академии наук[12].

## Публикации
- Высоцкий В. З., Гапонов С. В., Куликова Н. П., Петровская М. П., Салащенко Н. Н.  Прецизионная обработка фольги оптическим квантовым генератором // Электронная промышленность. — 1972. — № 4 (10).
- Гапонов С. В., Салащенко Н. Н., Ханин Я. И.  Повышение равномерности пространственного распределения излучения ОКГ // Квантовая электроника. — 1972. — № 7. — С. 48—53.
- Гапонов C. B., Гарин Ф. В., Парамонов Л. В.  Осветитель твердотельного лазера периодического действия // Квантовая электроника. — 1975. — № 2. — С. 1554—1556.
- Бекетова З. П., Гапонов С. В., Каверин Б. С., Нестеров Б. А., Салащенко Н. Н.  О возможности получения сверхтонких сплошных монокристаллических плёнок с помощью лазера // Изв. ВУЗов. Радиофизика. — 1975. — № 6. — С. 908—909.
- Гапонов С. В., Салащенко Н. Н.  Вакуумное напыление с помощью импульсных лазеров // Электронная промышленность. — 1976. — № 1. — С. 11—20.
- Гапонов С. В.  Столкновение низкотемпературной лазерной плазмы с конденсированной средой // Изв. АН СССР. Сер. Физическая. — 1982. — Т. 46, № 6. — С. 1170—1176.
- Ахсахалян А. Д., Битюрин В. А., Гапонов С. В., Гудков А. А., Лучин В. И.  Процессы в эрозионной плазме при лазерном вакуумном напылении плёнок. 1. Характеристики эрозионной лазерной плазмы на стадии инерциального разлёта // Журнал технической физики. — 1982. — Т. 52, № 8. — С. 1584—1589.
- Гапонов С. В., Калягин М. А., Стриковский М. Д.  Применение лазеров в технологии микроэлектроники // Изв. АН СССР. Сер. Физическая. — 1985. — Т. 49, № 4. — С. 758—764.
- Aristov V. V., Gaponov S. V., Genkin V. M., Goratov Y. A., Erko A. I., Martynov V. V., Matveev L. A., Salashchenko N. N., Fraerman A. A.  Focusing Properties of Shaped Multilayer Mirrors // Journal of Experimental and Theoretical Physics. — 1986. — Vol. 44. — P. 265—267.
- Gluskin E. S., Gaponov S. V., Dhez P., Ilyinsky P. P., Salashchenko N. N., Shatunov Yu. M., Trakhtenberg E. M.  А Polarimeter for Soft X-Ray and VUV Radiation // Nuclear Instruments and Methods in Physics Research. Section A: Accelerators, Spectrometers, Detectors and Associated Equipment. — 1986. — Vol. 246, no. 1-3. — P. 394—396.
- Fraerman A. A., Gaponov S. V., Genkin V. M., Salashchenko N. N.  The Effect of the Interfacial Roughness on the Reflection Properties of Multilayer X-Ray Mirrors // Nuclear Instruments and Methods in Physics Research. Section A: Accelerators, Spectrometers, Detectors and Associated Equipment. — 1987. — Vol. 261. — P. 91—98.
- Akhsakhalyan A. D., Gaponov S. V., Luchin V. I., Chirimanov A. P.  Angular Distribution of a Laser Ablation Plasma Expanding into Vacuum // Technical Physics. The Russian Journal of Applied Physics. — 1988. — Vol. 33, no. 10. — P. 1146—1151.
- Salashchenko N. N., Gaponov S. V., Akhsakhalyan A. D., Andreev S. S., Platonov Yu. Ya., Polushkin N. I., Shamov E. A., Shinkarev S. I., Zuev S. Yu.  Normal Incidence Imaging Multilayer X-Ray Mirrors with Periods of Nanometer and Subnanometer Scale // Progress in Biomedical Optics and Imaging. — 1993. — Vol. 2011. — P. 402—412.
- Ахсахалян А. Д., Гапонов С. В., Дорофеев И. А., Пестерев С. В., Полушкин Н. И., Салащенко Н. Н., Токман М. И.  Нанометровая модификация многослойной структуры с помощью туннельного микроскопа // Журнал технической физики. — 1994. — Т. 64, № 4. — С. 144—155.
- Brailovsky A. B., Gaponov S. V., Luchin V. I.  Mechanisms of Melt Droplets and Solid-Particle Ejection from a Target Surface by Pulsed Laser Action // Applied Physics A: Materials Science & Processing. — 1995. — Vol. 61, no. 1. — P. 81—86.
- Gorbunov A. A., Pompe W., Sewing A., Gaponov S. V., Akhsakhalyan A. D., Zabrodin I. G., Kas’kov I. A., Klyenkov E. B., Morozov A. P., Salaschenko N. N., Dietsch R., Mai H., Völlmar S.  Ultrathin Film Deposition by Pulsed Laser Ablation using Crossed Beams // Applied Surface Science. — 1996. — Vol. 96-98. — P. 649—655.
- Andreev S. S., Gaponov S. V., Gusev S. A., Kluenkov E. B., Prokhorov K. A., Polushkin N. I., Sadova E. N., Salashchenko N. N., Suslov L. A., Zuev S. Yu., Haidl M. N.  The Microstructure and X-Ray Reflectivity of Mo/Si Multilayers // Thin Solid Films. — 2002. — Vol. 415, no. 1-2. — P. 123—132.
- Бирюков А. В., Гапонов С. В., Грибков Б. А., Зорина М. В., Миронов В. Л., Салащенко Н. Н.  АСМ и РРМ исследования шероховатостей поверхности стеклянных подложек с негауссовым распределением по высотам // Поверхность. — 2003. — № 2. — С. 17—20.
- Andreev S. S., Akhsakhalyan A. D., Bibishkin M. S., Chkhalo N. I., Gaponov S. V., Gusev S. A., Kluenkov E. B., Prokhorov K. A., Salashchenko N. N., Schäfers F., Zuev S. Y.  Multilayer Optics for XUV Spectral Region: Technology, Fabrication and Applications // Central European Journal of Physics. — 2003. — Vol. 1. — P. 191—209.
- Алфёров Ж. И., Асеев А. Л., Гапонов С. В., Копьев П. С., Панов В. И., Полторацкий Э. А., Сибельдин Н. Н., Сурис Р. А.  Наноматериалы и нанотехнологии // Нано- и микросистемная техника. — 2003. — № 8. — С. 3—13.
- Востоков Н. В., Гапонов С. В., Грибков Б. А., Дроздов Ю. Н., Мастеров Д. В., Миронов В. Л., Ноздрин Ю. Н., Пестов Е. Е.  Исследование влияния катионного состава на сверхпроводящие и микроструктурные свойства тонких плёнок YВaCuO // Физика твёрдого тела. — 2003. — Т. 45, № 11. — С. 1928—1933.
- Гапонов С. В.  Экстремальная ультрафиолетовая литография — будущее наноэлектроники // Нано- и микросистемная техника. — 2005. — № 2. — С. 2—4.
- Гапонов С. В., Гусев С. А., Дроздов Ю. Н., Мастеров Д. В., Павлов С. А., Парафин А. Е., Скороходов Е. В., Юнин П. А.  Рост и особенности формирования микроструктуры плёнок YBCO, получаемых методом магнетронного напыления на подложках из фианита // Журнал технической физики. — 2014. — Т. 84, № 10. — С. 68—72.